# Lista das zonas de proteção ambiental de Natal
A cidade de Natal, no Rio Grande do Norte, possui dez zonas de proteção ambiental (ZPA) definidas pelo plano diretor da cidade.

## Regulamentadas
Áreas já reguladas, ou seja, com definição geografica e regras de uso estabelecidas.
- A zona de proteção ambiental 1 do Sun Valle está localizada na Zona Sul de Natal e abrange o conjunto Sun Valle no bairro Pitimbu, e é tida como o último reduto de água limpa de Natal, abastecendo 16 bairros da capital.[5]

- A zona de proteção ambiental 2 do Parque das Dunas está localizada na Zona Leste de Natal e  refere-se ao Parque Estadual das Dunas de Natal e ao chamado área de Tabuleiro Litorâneo, que seriam áreas adjacentes tais como o Campo de Instrução do Capim Macio e áreas dunares da Via Costeira.[6]

- A zona de proteção ambiental 3 do Rio Pitimbu localiza-se na Zona Sul de Natal e visa proteger o Rio Pitimbu localizada principalmente no conjunto Cidade Satelite no bairro Pitimbu.

- A zona de proteção ambiental 4 dos Guarapes fica localizado nos bairros dos Guarapes e Planalto na Zona Oeste de Natal visando proteger o campo dunar destes bairros.[7]

- A zona de proteção ambiental 5 de Lagoinha encontra-se na Zona Sul de Natal no bairro de Ponta Negra garantindo um ecossistema de dunas fixas e lagoas do referido bairro.[8]

## Não regulamentadas
Áreas não regulamentadas, ou seja, o plano diretor dá a localização geográfica, mas os critérios de utilização ainda não foram definidos.
- A zona de proteção ambiental 6 do Morro do Careca está localizada no bairro Ponta Negra na Zona Sul de Natal com o intuito de proteger o Morro do Careca e áreas adjacentes, bem como impedir que empreendimentos altos impeçam a vista deste cartão postal da cidade.

- A zona de proteção ambiental 7 do Forte dos Reis Magos localiza-se na Zona Leste de Natal no bairro do Santos Reis e tem como questão proteger o campo dunar e o mangue do Rio Potengi proximo ao Forte dos Reis Magos e a Ponte Newton Navarro.

- A zona de proteção ambiental 8 do estuário do Rio Potengi encontra-se principalmente na Zona Norte de Natal e visa proteger o ecossistema de manguezal localizada à margem do Rio Potengi, abrangendo também o Rio Jundiaí.[9][10][11]

- A  zona de proteção ambiental 9 do Rio Doce abrange dunas e lagoas ao longo do rio Doce, no bairro de Lagoa Azul, na Zona Norte de Natal.[12][13]

- A zona de proteção ambiental 10 de Mãe Luíza localiza-se no bairro de mesmo nome com o intuito de proteger as encostas dunares adjacentes ao Farol de Mãe Luiza localizado na Zona Leste de Natal.[14][15]